# Valbroye
Valbroye – miejscowość i gmina (commune) w zachodniej Szwajcarii, w kantonie Vaud, w okręgu (district) Broye-Vully. Leży nad rzeką Broye. Powstała 1 lipca 2011 r. w wyniku połączenia gmin Cerniaz, Combremont-le-Grand, Combremont-le-Petit, Granges-près-Marnand, Marnand, Sassel, Seigneux i Villars-Bramard. 

## Demografia
W Valbroye mieszka 3362 osób. W 2022 roku 22,6% populacji gminy stanowiły osoby urodzone poza Szwajcarią. 

## Transport
Przez teren gminy przebiegają drogi główne nr 1, nr 150, nr 185 i nr 188. 